# 渡海神社
渡海神社（とかいじんじゃ）は、千葉県銚子市にある神社である。社格は郷社。

## 祭神
- 綿津見大神・猿田彦大神

## 由緒
この神社の創建年代については不詳であるが、奈良時代末から平安時代初期の頃に外川浦日和山（現在の銚子市外川町一丁目）に創建され、その後津波により現在地に遷座したという。

## 文化財
- 千葉県指定天然記念物
  - 渡海神社の極相林 - 1959年（昭和34年）4月24日指定。高木の常緑広葉樹であるタブノキとスダジイとを中心とした海岸林であり、他にもヤブニッケイや低木のヤツデ、カクレミノなどが生育している[1]。